# América británica
La América británica (en inglés: British America) era el conjunto de las posesiones coloniales del Imperio inglés (que se convirtió en el Imperio británico en 1707 tras la unión del Reino de Inglaterra con el Reino de Escocia para formar el Reino de Gran Bretaña) en América desde 1606 hasta 1783, incluyendo territorios en América del Norte, América Central, las Antillas y el Caribe, y las Guayanas. Antes de la unión, a estos territorios se les denominaba América inglesa (en inglés: English America), excepto los intentos fallidos de Escocia de establecer sus propias colonias. Después de la unión, se conocieron formalmente a estas colonias como la «América Británica y las Indias Occidentales», antes de que las Trece Colonias declararan su independencia en la Guerra de Independencia de los Estados Unidos (1775-1783) y formaran los Estados Unidos de América.
Después de la revolución estadounidense, el término «Norteamérica Británica» (en inglés: British North America) se utilizó para referirse al resto de las posesiones del Reino de Gran Bretaña en Norteamérica, principalmente Canadá. El término Norteamérica británica se usó a partir de 1783, más comúnmente después del «Informe sobre los asuntos de la Norteamérica británica» (1839), generalmente conocido como «Informe de Durham».

## Historia

Mapa británico de América del Norte, 1710

Varias colonias inglesas fueron establecidas en América del Norte entre 1606 y 1670 por individuos y compañías cuyos inversores esperaban obtener recompensas de su especulación. Fueron otorgadas cartas comerciales por los reyes Jacobo I, Carlos I, Carlos II y el Parlamento. El primer asentamiento permanente fue fundado en 1607 en el río James de nombre Jamestown, Virginia, aguas arriba de la bahía de Chesapeake por la Compañía de Londres. Esto fue seguido en 1620 cuando los peregrinos establecieron el asentamiento de Plymouth en Nueva Inglaterra. Los católicos ingleses establecieron la provincia de Maryland en 1634, con Cecilus Calvert, segundo Lord Baltimore.
En Londres, a partir de 1660, todas las colonias fueron gobernadas a través de un departamento de estado conocido como el Departamento del Sur (Southern Department), y un comité del Consejo Privado llamado Junta de Comercio y Plantaciones (Board of Trade and Plantations). En 1768, se creó un departamento estatal específico para América, pero se disolvió en 1782 cuando el Ministerio del Interior asumió la responsabilidad de las posesiones restantes fuera de las colonias americanas, a saber, la Norteamérica británica en lo que hoy es el este de Canadá, las Floridas y las Indias Occidentales.
La América británica ganó grandes extensiones de nuevos territorios tras el Tratado de París de 1763 que puso fin a la guerra franco-indígena en América, y terminó con la participación británica en la guerra de los Siete Años en Europa. En 1775, al inicio de la revolución estadounidense, el Imperio británico poseía veinte colonias en el oriente de Norteamérica, al norte y oriente del Reino de Nueva España. Con el Tratado de París (1793) que daba fin a la guerra de Independencia de EE. UU. las Trece Colonias obtuvieron su independencia dando lugar a EE. UU. La guerra de Independencia supuso también la recuperación de España de Florida Oriental y Florida Occidental. En 1867 todas las colonias británicas continentales de Norteamérica, salvo el Dominio de Terranova, se unieron para formar el Dominio de Canadá. En 1949 Terranova se unió a Canadá.
En el Caribe, las Antillas británicas y otras colonias azucareras europeas estaban en el centro de la trata de esclavos en el Atlántico.

## Colonias en Norteamérica (1775)

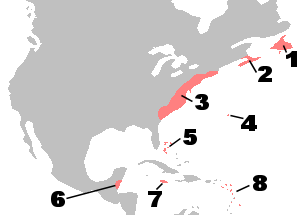
Colonias británicas en América del Norte, alrededor de 1750:
1. Terranova
2. Nueva Escocia
3. Trece Colonias
4. Bermudas
5. Bahamas
6. Honduras británica
7. Jamaica
8. Islas de Sotavento y Barbados

### Trece Colonias
Las Trece Colonias, independientes en 1783 y que conformaron los Estados Unidos:
- Provincia de Carolina, subdividida luego en:
  - Provincia de Carolina del Norte
  - Provincia de Carolina del Sur
- Provincia de Connecticut
- Provincia de Georgia
- Provincia de Maryland
- Colonia y posterior provincia de la bahía de Massachusetts
- Provincia de Nueva Jersey
- Provincia de Nueva York
- Provincia de Nuevo Hampshire
- Provincia de Pensilvania
- Colonia de Delaware
- Colonia de Rhode Island y las Plantaciones de Providence
- Colonia de Virginia

### Canadá
Colonias que se mantuvieron bajo la Corona británica y conformaron la Norteamérica británica:
- Provincia de Quebec al noreste de los Grandes Lagos (incluido Labrador hasta 1791)
- Provincia de Nueva Escocia (incluido Nuevo Brunswick hasta 1784)
- Colonia de Terranova (Labrador unido a Terranova en 1763)
- Isla de San Juan
- Tierra de Rupert
- Territorio Noroeste
- Territorios Árticos Británico

### Otros territorios
Colonias y territorios que fueron cedidos a España o Estados Unidos en 1783:
- Provincia de Florida Oriental (española 1783-1823, de Estados Unidos después de 1823)
- Provincia de Florida Occidental (española 1783-1823, de Estados Unidos después de 1823)
- Reserva india (de Estados Unidos después de 1783)
- Provincia de Quebec al suroeste de los Grandes Lagos (de Estados Unidos después de 1783)

También la Corona británica poseía a título personal territorios que no estaban ocupados por colonos blancos: la Reserva india, que constituiría después para los Estados Unidos el Territorio del Noroeste, los estados de Kentucky, Tennessee y la mayor parte de Alabama, Misisipi, y, en Canadá, las orillas del norte de los Grandes Lagos y la parte del norte del actual Quebec, sin incluir la Tierra de Rupert.

## Colonias en Sudamérica y el Caribe (1783)

### Islas de Sotavento Británicas
- San Cristóbal (capital de facto)
- Anguila
- Barbuda
- Montserrat
- Nieves
- Islas Vírgenes Británicas

### Islas de Barlovento Británicas
- Barbados
- Granada
- San Vicente
- Tobago (separado de Granada en 1768)
- Dominica (separado de Granada en 1770)

### Jamaica y dependencias
- Colonia de Jamaica
- Mosquitia
- Honduras británica
- Islas de la Bahía
- Islas Caimán

### Otras posesiones de lasIndias Occidentales Británicas
- Colonia de Bahamas
- Colonia de Bermudas
- Colonia de la Guayana británica